# Liste des rois et reines de Portugal
Cet article donne la liste des rois et des reines de Portugal, ayant régné sur le royaume de Portugal.
Le titre officiel du roi de Portugal est le suivant : roi de Portugal et des Algarves, de chaque côté de la mer en Afrique, duc de Guinée et de la conquête, de la navigation et du commerce d'Éthiopie, d'Arabie, de Perse et d'Inde par la grâce de Dieu.

## Avant 1139
- Liste des comtes de Portugal

## Maison de Galice et León
- García II de Galice (1042-1090), roi de Galice et Portucale en 1071[1]

- Thérèse de Léon (règne 1112-1130), qui prend le titre de « reine de Portugal » après la mort de son mari le comte Henri de Bourgogne, reconnu par le pape Pascal II

## Maison de Bourgogne

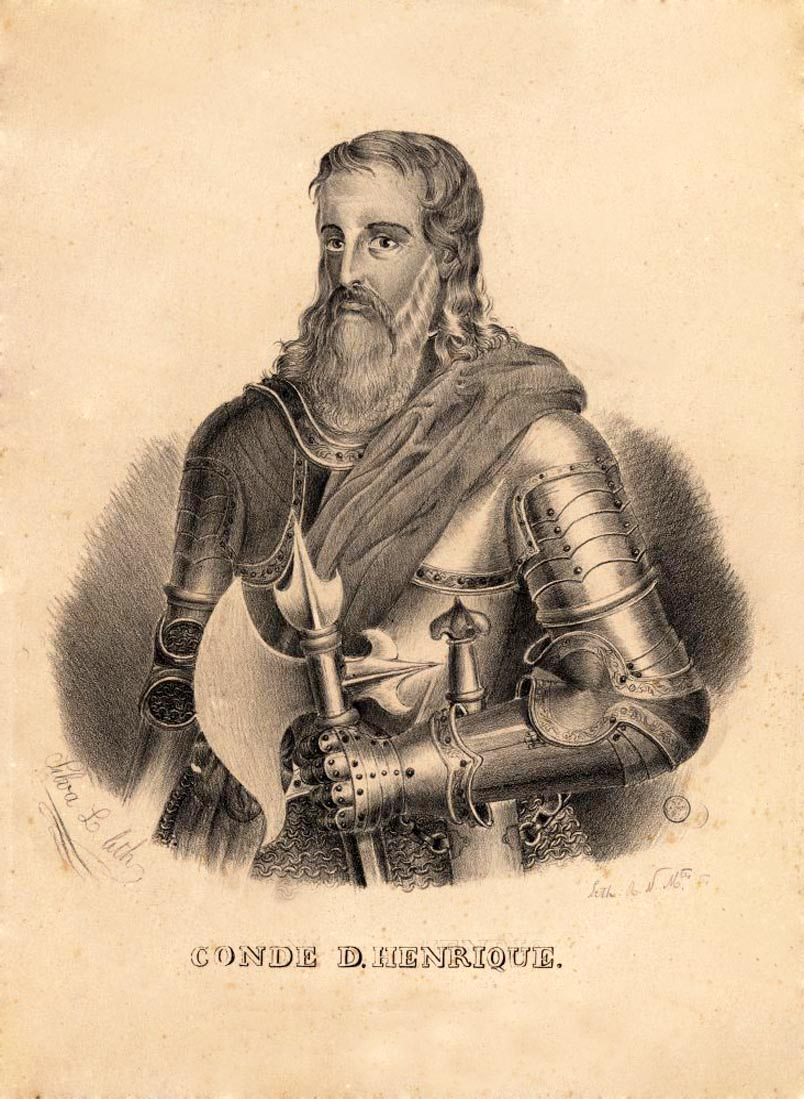
Henri de Bourgogne, fait comte de Portugal en 1093 par le roi Alphonse VI de Castille et León, fondateur de la Maison de Bourgogne.

Maison comtale puis royale de Portugal fondée en 1095 par Henri de Bourgogne, comte de Portugal (1066-1112), époux de Thérèse de León (1080-1130)
| Rang | Portrait      | Nom                                                                                          | Règne       | Notes | Armoiries                                       |
| --- | ------------- | -------------------------------------------------------------------------------------------- | ----------- | --- | ----------------------------------------------- |
| 1 | Alphonse Ier  | Alphonse Ier le Conquérant (25 juillet 1109, Guimarães – 6 décembre 1185, Coimbra)           | 1139 – 1185 | Fils du comte Henri de Bourgogne et de la comtesse et reine Thérèse de León, d'abord comte de Portugal, il est proclamé roi à l'issue de la Bataille d'Ourique en 1139. | Armoiries du royaume de Portugal de 1139 à 1247 |
| 2 | Sanche Ier    | Sanche Ier le Colonisateur (11 novembre 1154, Coimbra – 26 mars 1211, même lieu)             | 1185 – 1211 | Second fils d'Alphonse Ier, c'est sous son règne que le Royaume d'Aragon reconnait le Portugal. | Armoiries du royaume de Portugal de 1139 à 1247 |
| 3 | Alphonse II   | Alphonse II le Gros (23 avril 1185, Coimbra – 25 mars 1223, même lieu)                       | 1211 – 1223 | Fils aîné de Sanche Ier, il conquiert la ville d'Alcácer do Sal le 18 octobre 1217 . | Armoiries du royaume de Portugal de 1139 à 1247 |
| 4 | Sanche II     | Sanche II le Pieux (8 septembre 1207, Coimbra – 4 janvier 1248, Tolède)                      | 1223 – 1248 | Fils du précédent, destitué par le pape Innocent IV au premier concile de Lyon en 1245 sous l'inculpation de « rex innutilis », il est forcé d'abdiquer en 1247 s'exilant à Tolède, et mourut peu après, au début de l'année 1248. | Armoiries du royaume de Portugal de 1139 à 1247 |
| Régence : Alphonse de Portugal, Comte de Boulogne (1245 – 1248).                                                                                 |               |                                                                                              |             | | Armoiries du royaume de Portugal de 1139 à 1247 |
| 5 | Alphonse III  | Alphonse III le Boulonnais (5 mai 1210, Coimbra – 16 février 1279, même lieu)                | 1248 – 1279 | Régent du Portugal, sous le titre de procureur et défenseur du Royaume, à partir du 21 septembre 1245, jusqu'au décès de son frère où il prit le relais sur le trône. Il conquiert durant son règne la ville de Faro ainsi que l'Algarve. | Armoiries du royaume de Portugal de 1248 à 1385 |
| 6 | Denis Ier     | Denis Ier le Cultivateur (9 octobre 1261, Lisbonne – 7 janvier 1325, Santarém)               | 1279 – 1325 | Second fils d'Alphonse III. Il fait fortifier et renforcer les défenses de nombreuses cités du pays. Il a le second plus long règne. | Armoiries du royaume de Portugal de 1248 à 1385 |
| 7 | Alphonse IV   | Alphonse IV le Brave (8 février 1291, Lisbonne – 28 mai 1357, même lieu)                     | 1325 – 1357 | Seul fils de Denis Ier, son règne est principalement marqué par la bataille de Tarifa et par la découverte des îles Canaries. | Armoiries du royaume de Portugal de 1248 à 1385 |
| 8 | Pierre Ier    | Pierre Ier le Justicier ou le Cruel (8 avril 1320, Coimbra – 18 janvier 1367, Estremoz)      | 1357 – 1367 | Second fils d'Alphonse IV, son règne est principalement marqué par l'assassinat d'Inés de Castro, sa maîtresse, commandité par son père et par l'invasion du Royaume de Castille. | Armoiries du royaume de Portugal de 1248 à 1385 |
| 9 | Ferdinand Ier | Ferdinand Ier le Beau ou l'Inconstant (31 octobre 1345, Coimbra – 22 octobre 1383, Lisbonne) | 1367 – 1383 | Fils aîné de Pierre Ier, la fin de son règne est marquée par le mariage arrangé de sa fille Béatrice, unique héritière du trône, à Jean Ier de Castille, ce qui aurait pu conduire à l'annexion du pays. À sa mort, il laisse une situation politique chaotique et très instable, mais il a pris encore soin d'envoyer son Garde-major, Vasco Martins de Melo, à Castille pour surveiller les événements. | Armoiries du royaume de Portugal de 1248 à 1385 |
| Régence : Éléonore Teles de Menezes (22 octobre 1383 – 13 janvier 1384); Jean, grand maître de l'Ordre d'Aviz (16 décembre 1383 - 5 avril 1385). |               |                                                                                              |             | | Armoiries du royaume de Portugal de 1248 à 1385 |
| - | Béatrice Ire  | Béatrice Ire (février 1373, Coimbra – juin 1412, Toro)                                       | 1383 - 1384 | Seule fille de Ferdinand Ier, elle est la seconde épouse de Jean Ier de Castille. C'est sa mère, Éléonore Teles de Menezes qui exerce la régence jusqu'à ce que Béatrice produise un héritier pour la couronne portugaise. L'aristocratie portugaise craint une influence castillane et déteste la reine-mère. Cela conduit à la crise portugaise de 1383-1385.                                           | Armoiries du royaume de Portugal de 1248 à 1385 |

## Maison d'Aviz

### Branche directe
| Rang                                                        | Portrait    | Nom                                                                                     | Règne       | Notes | Armoiries                                       |
| ----------------------------------------------------------- | ----------- | --------------------------------------------------------------------------------------- | ----------- | --- | ----------------------------------------------- |
| 10                                                          | Jean Ier    | Jean Ier le Prince de Bonne Mémoire (11 avril 1357, Lisbonne – 14 août 1433, même lieu) | 1385 – 1433 | Fils illégitime de Pierre Ier et grand maître de l'Ordre d'Aviz, il prend le pouvoir dans un pays instable politiquement et devient le premier roi de la maison d'Aviz. Il effectuera le plus long règne de toute l'histoire du Portugal. Son règne est principalement marqué par la Conquête de Ceuta et par les nombreuses découvertes initiées par son fils Henri le Navigateur.                                                                               | Armoiries du royaume de Portugal de 1385 à 1485 |
| 11                                                          | Édouard Ier | Édouard Ier l'Éloquent (31 octobre 1391, Viseu – 9 septembre 1438, Tomar)               | 1433 – 1438 | Fils ainé de Jean Ier, son règne se révèle être un désastre après l'échec de l'attaque contre le Maroc qui a conduit à la promesse de livrer Ceuta aux maures et la mort du prince Ferdinand en captivité. Son règne est néanmoins marqué par le dépassement du Cap Bojador. Il meurt de la peste en 1438. | Armoiries du royaume de Portugal de 1385 à 1485 |
| Régence : Aliénor d'Aragon (1438 – 1439).                   |             |                                                                                         |             | | Armoiries du royaume de Portugal de 1385 à 1485 |
| Régence : Pierre de Portugal, duc de Coimbra (1439 – 1448). |             |                                                                                         |             | | Armoiries du royaume de Portugal de 1385 à 1485 |
| 12                                                          | Alphonse V  | Alphonse V l'Africain (15 janvier 1432, Sintra – 28 août 1481, même lieu)               | 1438 – 1481 | Second fils d'Édouard Ier, il n'a que six ans lorsqu'il accède au trône, la régence est donc assurée par son oncle Pierre de Portugal, duc de Coimbra, qu'il limogera quelque temps après son arrivée au pouvoir. Son règne est principalement marqué par la découverte du Cap-Vert, de l'Île de Gorée, de Madère et des Açores et par la prise d'Asilah et de Tanger. Il réclamera également la couronne de Castille mais y renoncera par le traité d’Alcáçovas. | Armoiries du royaume de Portugal de 1385 à 1485 |
| 13                                                          | Jean II     | Jean II le Prince Parfait (3 mars 1455, Lisbonne – 25 octobre 1495, Alvor)              | 1481 – 1495 | Second fils d'Alphonse V, son règne est principalement marqué par la découverte de l'embouchure du Congo, la croisade du Cap de Bonne-Espérance, la colonisation de Sao Tomé-et-Principe et la signature du traité de Tordesillas. | Armoiries du royaume de Portugal de 1485 à 1570 |

### Branche de Beja
| Rang                                                | Portrait      | Nom                                                                              | Règne       | Notes | Armoiries                                       |
| --------------------------------------------------- | ------------- | -------------------------------------------------------------------------------- | ----------- | --- | ----------------------------------------------- |
| 14                                                  | Manuel Ier    | Manuel Ier le Fortuné (31 mai 1469, Alcochete – 13 décembre 1521, Lisbonne)      | 1495 – 1521 | Cousin germain de Jean II et petit-fils d'Édouard Ier, son règne est principalement marqué par la découverte de la route des Indes, du Brésil et du contrôle des voies commerciales de l'Océan Indien et du Golfe Persique contribuant ainsi à la construction de l'empire colonial portugais. C'est également sous son règne qu'ont lieu l'expulsion puis la conversion sous peine de mort des Juifs et musulmans du royaume en 1497 et que naît le style manuélin                        | Armoiries du royaume de Portugal de 1485 à 1570 |
| 15                                                  | Jean III      | Jean III le Pieux (6 juin 1502, Lisbonne – 11 juin 1557, même lieu)              | 1521 – 1557 | Second fils de Manuel Ier, son règne est principalement marqué par l'acquisition de nouvelle colonies en Asie comme Diu, Bombay ou Macao consolidant ainsi les liens commerciaux avec ce continent et par l'abandon de nombreux comptoirs nord-africains comme Safi, Azemmour, Asilah ou Ksar Seghir en raison de leur coût trop élevé. | Armoiries du royaume de Portugal de 1485 à 1570 |
| Régence : Catherine de Castille (1557 – 1562).      |               |                                                                                  |             | | Armoiries du royaume de Portugal de 1485 à 1570 |
| Régence : Cardinal Henri de Portugal (1562 – 1568). |               |                                                                                  |             | | Armoiries du royaume de Portugal de 1485 à 1570 |
| 16                                                  | Sébastien Ier | Sébastien Ier le Désiré (20 janvier 1554, Lisbonne – 4 août 1578, Ksar el-Kébir) | 1557 – 1578 | Petit-fils de Jean III, il accède au trône à l'âge de quatorze ans après la régence de sa grand-mère Catherine de Castille puis de son grand-oncle le Cardinal Henri de Portugal. Son règne est principalement marqué par le désastre de la bataille des Trois Rois : sur 16 000 hommes engagés, seuls soixante revinrent. Sébastien 1er meurt au cours de cette bataille et laisse le Portugal dans une situation politique extrêmement instable.                                         | Armoiries du royaume de Portugal de 1485 à 1570 |
| 17                                                  | Henri Ier     | Henri Ier le Chaste (31 janvier 1512, Lisbonne – 31 janvier 1580, Almeirim)      | 1578 – 1580 | Cinquième fils de Manuel Ier et grand-oncle de Sébastien Ier, il prend le pouvoir dans un pays politiquement instable. Sa fonction d'ecclésiastique lui interdit d'obtenir une descendance légitime, l'abandon de ses vœux religieux lui étant refusé par le pape Grégoire XIII. | Armoiries du royaume de Portugal de 1485 à 1570 |
| -                                                   | Antoine Ier   | Antoine Ier le Déterminé (20 mars 1531, Lisbonne – 26 août 1595, Paris)          | 1580        | Petit-fils de Manuel Ier, considéré par une petite minorité d'historiens comme roi, il aurait effectué le plus court règne de l'histoire du Portugal, soit 1 mois, car il serait renversé par Philippe II d'Espagne à la bataille d'Alcántara, l'obligeant à fuir pour Paris et conduisant ainsi à l'union personnelle des couronnes du Portugal et de l'Espagne. La plupart des historiens ne le considèrent pas comme un roi, mais simplement comme un prétendant défait de la couronne. | Armoiries du royaume de Portugal de 1485 à 1570 |

## Maison de Habsbourg
| Rang | Portrait     | Nom                                                                                               | Règne       | Notes | Armoiries                               |
| ---- | ------------ | ------------------------------------------------------------------------------------------------- | ----------- | --- | --------------------------------------- |
| 18   | Philippe Ier | Philippe Ier le Prudent (21 mai 1527, Valladolid – 13 septembre 1598, San Lorenzo de El Escorial) | 1580 – 1598 | Fils aîné de Charles Quint. Devient roi de Portugal sous le nom de Philippe Ier en 1580, alors qu'il règne sous le nom de Philippe II en Espagne. | Armes des rois d'Espagne de 1580 à 1668 |
| 19   | Philippe II  | Philippe II le Pieux (14 avril 1578, Madrid – 31 mars 1621, même lieu)                            | 1598 – 1621 | Seul fils de Philippe Ier, il devient roi d'Espagne et roi de Portugal sous le nom de Philippe II, alors qu'il règne sous le nom de Philippe III en Espagne.                                                                                                 | Armes des rois d'Espagne de 1580 à 1668 |
| 20   | Philippe III | Philippe III le Grand (8 avril 1605, Valladolid – 17 septembre 1665, Madrid)                      | 1621 – 1640 | Fils aîné de Philippe II, également roi de Portugal sous le nom de Philippe III (Philippe IV en Espagne) jusqu'en 1640 où il est détrôné par la Guerre de Restauration menée par le futur Jean IV. Il continue cependant de régner en Espagne jusqu'en 1665. | Armes des rois d'Espagne de 1580 à 1668 |

## Maison de Bragance

### Branche directe
| Rang                                                        | Portrait     | Nom                                                                                                | Règne       | Notes | Armoiries                                       |
| ----------------------------------------------------------- | ------------ | -------------------------------------------------------------------------------------------------- | ----------- | --- | ----------------------------------------------- |
| 21                                                          | Jean IV      | Jean IV le Restaurateur (18 mars 1604, Vila Viçosa – 6 novembre 1656, Lisbonne)                    | 1640 – 1656 | Arrière-arrière-petit-fils de Manuel Ier, il renverse Philippe III également roi d'Espagne à cause d'un désaccord qui aurait uni de façon unilatérale les deux royaumes, ce qui rétablit l'indépendance du pays qui ne sera reconnue par l'Espagne que 28 ans plus tard. Son règne est principalement marqué par la paix signée avec les Hollandais, malgré le fait qu'il les avait préalablement chassés de toutes les colonies portugaises. | Armoiries du royaume de Portugal de 1485 à 1570 |
| Régence : Louise Marie Françoise de Guzmán (1656 – 1661).   |              | |             | | Armoiries du royaume de Portugal de 1485 à 1570 |
| 22                                                          | Alphonse VI  | Alphonse VI le Victorieux (21 août 1643, Lisbonne – 12 septembre 1683, Sintra)                     | 1656 – 1683 | Deuxième fils de Jean IV, il n'a que treize ans lorsqu'il accède au trône ; la régence est donc assurée par sa mère Louise Marie Françoise de Guzmán. Son règne est principalement marqué par la bataille d'Estremoz et la bataille de Montes Claros, qui ont conduit à la signature du Traité de Lisbonne par l'Espagne reconnaissant ainsi l'indépendance du Portugal, mais aussi par la perte de Jaffna, Bombay et Tanger. Instable mentalement, il sera envoyé aux Açores et la régence sera assurée par son frère Pierre de Bragance jusqu'à sa mort.                   | Armoiries du royaume de Portugal de 1485 à 1570 |
| Régence : Pierre de Bragance (1668 – 1683).                 |              | |             | | Armoiries du royaume de Portugal de 1485 à 1570 |
| 23                                                          | Pierre II    | Pierre II le Pacifique (26 avril 1648, Lisbonne – 9 décembre 1706, Sintra)                         | 1683 – 1706 | Troisième fils de Jean IV, son règne est principalement marqué par la signature du traité Methuen, qui confère au Portugal des liens commerciaux étroits avec l'Angleterre, qui marque une date importante dans l'Alliance anglo-portugaise. | Armoiries du royaume de Portugal de 1640 à 1910 |
| 24                                                          | Jean V       | Jean V le Magnanime (22 octobre 1689, Lisbonne – 31 juillet 1750, même lieu)                       | 1706 – 1750 | Second enfant et premier fils de Pierre II, son règne est principalement marqué par la défaite de la bataille d'Almansa et par la signature du Traité d'Utrecht. Il est nommé patriarche pour l'évêché de Lisbonne par le Saint-Siège. Son règne de 43 ans est le troisième plus long de l'histoire du Portugal. | Armoiries du royaume de Portugal de 1640 à 1910 |
| 25                                                          | Joseph Ier   | Joseph Ier le Réformateur (6 juin 1714, Lisbonne – 24 février 1777, Sintra)                        | 1750 – 1777 | Second fils de Jean V, son règne est essentiellement marqué par le tremblement de terre de Lisbonne de 1755 qui détruisit la quasi-totalité de la ville qu'il reconstruit avec le marquis de Pombal, son premier ministre. C'est également sous l'impulsion de celui-ci que les jésuites sont chassés du pays. De nombreuses mesures limitant les pouvoirs de l'Église ont également été adoptées sous son règne. | Armoiries du royaume de Portugal de 1640 à 1910 |
| 26                                                          | Marie Ire    | Marie Ire la Pieuse (17 décembre 1734, Lisbonne – 20 mars 1816, Rio de Janeiro)                    | 1777 – 1816 | Fille aînée de Joseph Ier, son premier acte symbolique en tant que reine est le limogeage du marquis de Pombal qu'elle n'apprécie guère, elle fait également adhérer le Portugal à la ligue de neutralité armée. Son règne se déroule alors que survient la Révolution française qui la trouble, car Marie-Antoinette est sa cousine. Elle épouse son propre oncle, Pierre avec lequel elle partage le pouvoir. Instable mentalement, la régence est assurée par Jean son fils. L'invasion du Portugal par Jean-Andoche Junot la pousse à fuir vers le Brésil où elle meurt. | Armoiries du royaume de Portugal de 1640 à 1910 |
| Régence : Jean de Bragance, Prince du Brésil (1792 – 1816). |              | |             | | Armoiries du royaume de Portugal de 1640 à 1910 |
| -                                                           | Pierre III   | Pierre IIIle Sacristain (5 juillet 1717, Lisbonne – 25 mai 1786, Ajuda) roi jure uxoris            | 1777 – 1786 | Fils de Jean V et frère cadet de Joseph Ier, il épouse sa nièce la future reine Marie Ire et monte sur le trône pour régner conjointement avec elle. Il consacrera la plus grande partie de son règne à la construction du palais royal de Queluz et à son embellissement. | Armoiries du royaume de Portugal de 1640 à 1910 |
| 27                                                          | Jean VI      | Jean VI le Clément (13 mai 1767, Lisbonne – 10 mars 1826, même lieu)                               | 1816 – 1826 | Fils cadet de Marie Ire et Pierre III, il fuit avec sa mère et la famille royale au Brésil après l'invasion française, décidant de s'y installer durablement, ce qui provoque un sentiment d'abandon de la part du peuple portugais. Cela le pousse alors à revenir au Portugal. Il adopte ainsi la constitution établie en son absence qui devient la première du pays. | Armoiries du royaume de Portugal de 1640 à 1910 |
| Régence : Isabel Maria de Bragança (1826 – 1828).           |              | |             | | Armoiries du royaume de Portugal de 1640 à 1910 |
| 28                                                          | Pierre Ier   | Pierre IV le Roi Soldat (12 octobre 1798, Lisbonne – 24 septembre 1834, même lieu)                 | 1826        | Empereur du Brésil et second fils de Jean VI, il abdique rapidement en faveur de sa fille Marie afin de se consacrer à son trône brésilien. | Armoiries du royaume de Portugal de 1640 à 1910 |
| Régence : Michel de Bragance (1827 – 1828).                 |              | |             | | Armoiries du royaume de Portugal de 1640 à 1910 |
| 29                                                          | Marie II     | Marie II l'Éducatrice (4 avril 1819, Rio de Janeiro – 15 novembre 1853, Lisbonne)                  | 1826 – 1828 | Fille ainée de Pierre IV, elle est renversée par son oncle Michel de Bragance, qui prend le pouvoir. | Armoiries du royaume de Portugal de 1640 à 1910 |
| 30                                                          | Michel Ier   | Michel Ier l'Usurpateur (26 octobre 1802, Lisbonne – 14 novembre 1866, Karlsruhe)                  | 1828 – 1834 | Troisième fils de Jean VI et oncle de Marie II, son court règne est marqué par une guerre civile qui aboutit à son éviction par son propre frère Pierre IV et au rétablissement de Marie II. | Armoiries du royaume de Portugal de 1640 à 1910 |
| 29                                                          | Marie II     | Marie II l'Éducatrice (4 avril 1819, Rio de Janeiro – 15 novembre 1853, Lisbonne)                  | 1834 – 1853 | Elle est rétablie au pouvoir par son père, Pierre IV ; son règne est principalement marqué par de nombreuses réformes en matière d'éducation qui la rendent très populaire auprès du peuple et lui valent le surnom de reine éducatrice. Son mariage avec Ferdinand de Saxe-Coburg-Gotha mit fin de facto au règne de la maison de Bragance. | Armoiries du royaume de Portugal de 1640 à 1910 |
| -                                                           | Ferdinand II | Ferdinand II le Roi-artiste (29 octobre 1816, Vienne – 15 décembre 1885, Lisbonne) roi jure uxoris | 1837 – 1853 | Neveu du roi Léopold Ier de Belgique et cousin germain de la future reine Victoria Ire du Royaume-Uni, il occupe le trône du Portugal conjointement avec son épouse la reine Marie II, et consacrera la plus grande partie de son règne à la construction du palais national de Pena à Sintra. | Armoiries du royaume de Portugal de 1640 à 1910 |

### Maison de Bragance-Saxe-Cobourg et Gotha
Note : au Portugal, la branche de Bragance-Saxe-Cobourg et Gotha ne se considère pas comme distincte de la branche directe des Bragance parce que la loi et la tradition portugaises ont toujours prévu une égalité dans l'héritage tant paternel que maternel.
| Rang                                                    | Portrait                                                | Nom                                                                                  | Règne                                                   | Notes | Armoiries                                       |
| ------------------------------------------------------- | ------------------------------------------------------- | ------------------------------------------------------------------------------------ | ------------------------------------------------------- | --- | ----------------------------------------------- |
| Régence : Ferdinand II, veuf de Marie II (1853 – 1855). | Régence : Ferdinand II, veuf de Marie II (1853 – 1855). | Régence : Ferdinand II, veuf de Marie II (1853 – 1855).                              | Régence : Ferdinand II, veuf de Marie II (1853 – 1855). | Régence : Ferdinand II, veuf de Marie II (1853 – 1855). | Armoiries du royaume de Portugal de 1830 à 1910 |
| 31                                                      | Pierre V                                                | Pierre V l'Optimiste (16 septembre 1837, Lisbonne – 11 novembre 1861, même lieu)     | 1853 – 1861                                             | Fils aîné de Marie II et Ferdinand II, son court règne est marqué par une volonté de moderniser le pays, notamment en construisant des routes, des chemins de fer, le télégraphe et des améliorations dans la santé publique, il meurt sans héritier. | Armoiries du royaume de Portugal de 1830 à 1910 |
| 32                                                      | Louis Ier                                               | Louis Ier le Populaire (31 octobre 1838, Lisbonne – 19 octobre 1889, Cascais)        | 1861 – 1889                                             | Second fils de Marie II et Ferdinand II, frère cadet de Pierre V, son règne est principalement marqué par la Guerre franco-prussienne de 1870, à laquelle il refuse de participer. Passionné d'océanographie, il fonde l'un des premiers aquariums du monde, l'Aquarium Vasco de Gama, ainsi que la première banque publique portugaise la Caixa Geral de Depósitos. | Armoiries du royaume de Portugal de 1830 à 1910 |
| 33                                                      | Charles Ier                                             | Charles Ier le Diplomate (28 septembre 1863, Lisbonne – 1er février 1908, même lieu) | 1889 – 1908                                             | Fils aîné de Louis Ier, son règne est principalement marqué par l'Ultimatum britannique de 1890 faisant renoncer le Portugal aux territoires correspondant aujourd'hui au Zimbabwe et à la Zambie. Mais la situation économique désastreuse dans laquelle se trouve le pays donne de l'impulsion aux mouvements républicains, ce qui conduit à son assassinat et à celui de son fils aîné et héritier Louis Philippe de Bragance en 1908. Il s’agit de l’unique régicide de l’histoire du Portugal. | Armoiries du royaume de Portugal de 1830 à 1910 |
| -                                                       | Louis II                                                | Louis II le Prince Royal (21 mars 1887, Lisbonne – 1er février 1908, même lieu)      | 1908 – 1908                                             | Fils aîné de Charles Ier, victime du Régicide de 1908 au Portugal, survivant à son père pendant environ 20 minutes. | Armoiries du royaume de Portugal de 1830 à 1910 |
| 34                                                      | Manuel II                                               | Manuel II le Patriote (15 novembre 1889, Lisbonne – 2 juillet 1932, Londres)         | 1908 – 1910                                             | Second fils de Charles Ier, il accède au pouvoir après l'assassinat de son père et de son frère dans un pays extrêmement instable politiquement, rendant son règne intenable. Il est finalement renversé par une révolution en 1910, l'obligeant à s'exiler au Royaume-Uni (où il meurt) et aboutissant à la Première République portugaise, mettant ainsi fin à près de 800 ans de monarchie portugaise.                                                                                           | Armoiries du royaume de Portugal de 1830 à 1910 |